# Ethallobarbital
Ethallobarbital (tên thương hiệu Dormin, Dumex, Dormitiv, Dorval), còn được gọi là ethallymal và axit 5-allyl-5-ethylbarbituric, là một barbiturat allyl -substituting được mô tả là thuốc an thần/ thôi miên. Nó được tổng hợp lần đầu tiên vào năm 1927.